# Mimetica aridifolia
Mimetica aridifolia är en insektsart som beskrevs av Henri Saussure och Francois Jules Pictet de la Rive 1898. Mimetica aridifolia ingår i släktet Mimetica och familjen vårtbitare. Inga underarter finns listade i Catalogue of Life.